# آتسومی تانه‌زاکی
آتسومی تانه‌زاکی (انگلیسی: Atsumi Tanezaki؛ زادهٔ September 27) صداپیشه اهل ژاپن است. وی از سال ۲۰۱۲ میلادی تاکنون مشغول فعالیت بوده‌است.